# Carol Lawrence

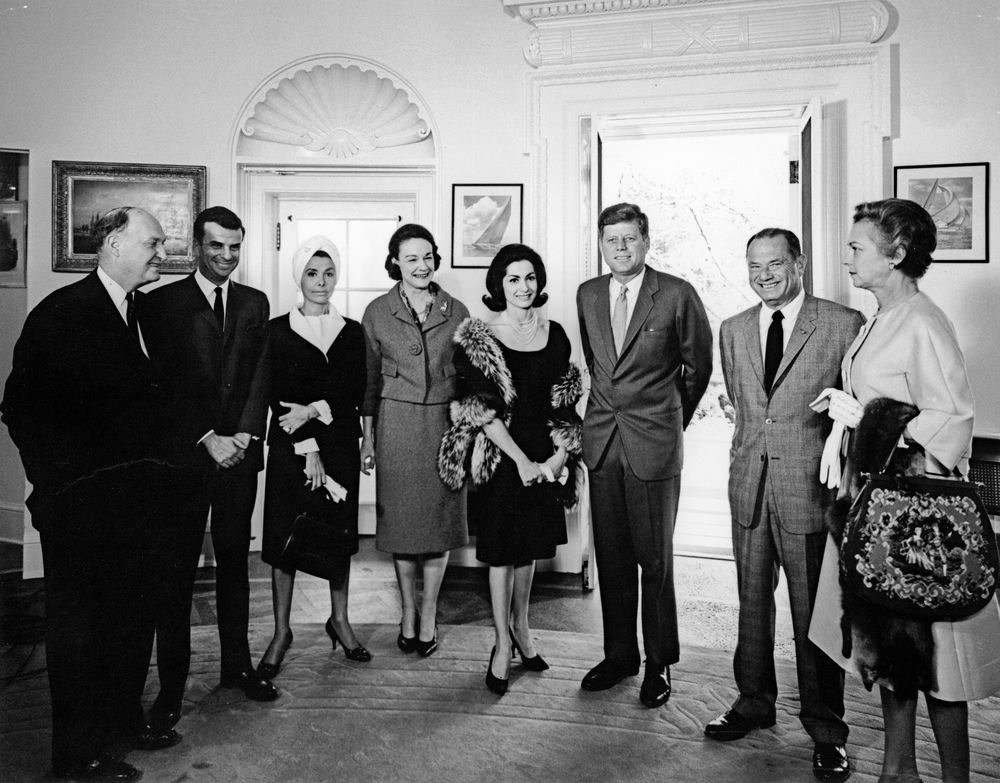
Carol Lawrence links neben John F. Kennedy bei einem Besuch im Weißen Haus, November 1963

Carol Lawrence (* 5. September 1932 in Melrose Park, Illinois als Carolina Maria Laraia) ist eine US-amerikanische Schauspielerin und Sängerin, die vor allem für durch ihre Auftritte am Broadway als auch in Fernsehserien und Filmen Bekanntheit erlangte.

## Leben
Carol Lawrence wurde 1932 als Carolina Maria Laraia in Melrose Park geboren. Ihre Eltern waren italienischer Herkunft, ihr Vater sowie die Familie ihrer Mutter stammten aus der Gemeinde Trivigno. Nach ihrem Schulabschluss verbrachte Lawrence ein Jahr an der Northwestern University, ehe sie das Studium zugunsten einer Ausbildung als professionelle Tänzerin abbrach. Hierbei wurde auch ihr Talent als Sängerin und Schauspielerin entdeckt und weiter gefördert.
Ihr Bühnendebüt am Broadway gab Lawrence 1952 in New Faces. 1957 übernahm sie die Rolle der Maria in der Uraufführung von West Side Story, für die sie für einen Tony Award als beste Nebendarstellerin in einem Musical nominiert wurde. Sie blieb zwei Jahre lang im Cast von West Side Story, ehe sie 1959 eine Rolle in dem kurzlebigen Musical Saratoga übernahm. 1960 kehrte sie für eine Saison zum Ensemble von West Side Story zurück. Neben ihren Rollen am Broadway war Lawrence auch in Aufführungen in St. Louis sowie in Los Angeles zu sehen. Zu den größeren Broadway-Auftritten ihrer späten Karriere zählte von 1993 bis 1995 die Hauptrolle in Kuss der Spinnenfrau am Broadhurst Theatre. An regionalen Theatern trat Lawrence noch im hohen Alter auf, zuletzt 2013 in Handle With Care am Westside Theatre in Manhattan. Sie war auch außerhalb des Broadways als Sängerin aktiv und veröffentlichte zwischen 1960 und 1977 fünf Soloalben sowie mehrere Singles und Extended Plays.
Seit 1955 trat Lawrence neben ihrer Bühnenkarriere zudem als Darstellerin in Fernsehserien und Filmen auf. So gehörte sie unter anderem zur Stammbesetzung in 65 Folgen der 1994 produzierten Fernsehserie Valley of the Dolls, basierend auf Jacqueline Susanns Roman Das Tal der Puppen. Bereits 1981 hatte sie einer gleichnamigen, zweiteiligen Fernsehadaption des Romans mitgewirkt. Lawrence ist bis heute als Schauspielerin am Theater und gelegentlich auch im Fernsehen tätig. 1985 wurde sie für ihre Leistungen mit einem Stern auf dem Hollywood Walk of Fame in der Kategorie Live Performance ausgezeichnet. 1990 erschien ihre Autobiografie unter dem Titel Carol Lawrence: The Backstage Story.
Carol Lawrence war dreimal verheiratet: Von 1956 bis 1959 mit Cosmo Allegretti, von 1963 bis 1981 mit dem Sänger und Schauspieler Robert Goulet sowie von 1982 bis 1983 mit John Gregory Guydus. Sie ist Mutter von zwei Kindern.

## Filmografie (Auswahl)

### Filme
- 1960: Rashomon (Fernsehfilm)
- 1962: Blick von der Brücke  (Vu du pont)
- 1968: Kiss Me, Kate (Fernsehfilm)
- 1978: Eine tödliche Bedrohung (Stranger in Our House)
- 1981: The Girl, the Gold Watch & Dynamite
- 1993: Amore!
- 1994: Blondes Gift – Die zwei Gesichter einer Frau (Shattered Image; Fernsehfilm)
- 1999: Verlorene Sieger (That Championship Season; Fernsehfilm)

### Fernsehserien
soweit nicht anders erwähnt je eine Folge
- 1963: General Hospital
- 1964: Tausend Meilen Staub (Rawhide)
- 1967: Auf der Flucht (The Fugitive)
- 1973: Hawaii Fünf-Null (Hawaii Five-O)
- 1974: Der Sechs-Millionen-Dollar-Mann (The Six Million Dollar Man)
- 1974: Kung Fu
- 1974: Mannix
- 1978: Fantasy Island
- 1979: Kaz & Co (Kaz)
- 1979/1982: Love Boat (The Love Boat; zwei Folgen)
- 1981: Das Tal der Puppen (Jacqueline Susann’s Valley of the Dolls; Miniserie, zwei Folgen)
- 1982: Matt Houston
- 1983: Junge Schicksale (ABC Afternoon Specials)
- 1984: Simon & Simon
- 1984–1995: Mord ist ihr Hobby (Murder, She Wrote; vier Folgen)
- 1985: Hotel
- 1989–1990: California High School (Saved by the Bell;  drei Folgen)
- 1992: Tequila und Bonetti (Tequila and Bonetti)
- 1994: Valley of the Dolls (65 Folgen)
- 1995: Der Polizeichef (The Commish)
- 1996: Superman – Die Abenteuer von Lois & Clark (Lois & Clark: The New Adventures of Superman)
- 1997: Ein Hauch von Himmel (Touched by an Angel)
- 2000: Flippers neue Abenteuer (Flipper)
- 2000: Sex and the City

## Diskografie

### Soloalben
- 1960: Tonight at 8:30
- 1962: This Heart Of Mine
- 1964: An Evening With Carol Lawrence
- 1975: New Friends
- 1977: Tell All The World About Love

## Auszeichnungen
- 1958: Theatre World Award als beste Newcomerin für ihre Rolle in West Side Story
- 1960: Hasty Pudding Woman of the Year
- 1985: Stern auf dem Hollywood Walk of Fame